# Altamont (Illinois)
Altamont je grad u američkoj saveznoj državi Ilinois. Prema popisu stanovništva iz 2010. u njemu je živjelo 2.319 stanovnika.